# John O’Conor
John O’Conor (* 18. Januar 1947 in Dublin) ist ein irischer Pianist und Klavierpädagoge. Bis 2010 war er Direktor der Royal Irish Academy of Music.

## Leben und Karriere
John O’Conor besuchte in Dublin das von Jesuiten geführte renommierte Belvedere College. Er studierte Piano an der Royal Irish Academy of Music, deren Direktor er später wurde. Die Unterstützung durch ein Austrian Government Scholarship for International Students ermöglichte ihm ein Studium bei dem Klavierpädagogen Dieter Weber in Wien. Sein wichtigster Klavierlehrer war der legendäre Pianist Wilhelm Kempff, bei dem er Beethovens Klaviermusik studierte. 1973 erhielt er einstimmig den ersten Preis des Internationalen Beethoven Klavierwettbewerbs Wien, mit dem seine internationale Karriere ihren Anfang nahm. 1975 gewann er den Ersten Preis des Bösendorfer-Klavierwettbewerbs.
Im Laufe seiner Konzertkarriere hat er mit vielen der bedeutenden Orchestern gespielt, z. B. dem Royal Philharmonic Orchestra, dem London Symphony Orchestra, dem Scottish Chamber Orchestra, dem National Symphony Orchestra of Ireland, der Tschechischen Philharmonie, dem Orchestre National de France, dem Stuttgarter Kammerorchester, den Wiener Symphonikern sowie der Israel Camerata, dem Sinfonieorchester Sapporo und den Orchestern von Boston, Cleveland, Dallas, Detroit, Indianapolis, Milwaukee, San Francisco, Seattle, Montreal, Toronto, Tampa und Washington, D.C. in Nordamerika.
1988 gründete er die AXA Dublin International Piano Competition, die alle drei Jahre ausgetragen wird. Er war Jurymitglied bei vielen der wichtigsten europäischen und US-amerikanischen Klavierwettbewerben, wie dem Moskauer Tschaikowski-Wettbewerb, dem Wiener Beethovenwettbewerb, dem Chopin-Wettbewerb, dem Busoni-Wettbewerb und vielen anderen.
Von 1997 bis 2004 leitete er die Beethoven-Meisterkurse, die in der Casa Orfeo in Positano stattfinden und die 1957 von seinem Lehrer Wilhelm Kempff begründet worden sind.

## Auszeichnungen
John O’Conor ist Ehrendoktor der National University of Ireland, des Trinity College Dublin, des Dublin Institute of Technology und der Shenandoah University in Winchester, Virginia. Er ist Offizier des Ordre des Arts et des Lettres, wurde mit dem österreichischen Ehrenkreuz für Wissenschaft und Kunst und 2011 mit dem japanischen mittleren Orden der Aufgehenden Sonne am Band ausgezeichnet.

## Diskografie (Auswahl)
- Ludwig van Beethoven: Complete Piano Sonatas. 9-CD-Box. Telarc 1994
- Ludwig van Beethoven: Piano Concertos Nos. 1, 3 & 4. London Symphony Orchestra, Leitung Andreas Delfs[4]. Telarc 2007
- Ludwig van Beethoven: Piano Concertos Nos. 2 & 5. London Symphony Orchestra, Leitung Andreas Delfs[5]. Telarc 2007
- John Field: Nocturnes. Telarc 1990
- John Field: Sonatas and Nocturnes. Telarc 1992
- John Field: Nocturnes and Sonatas. 2 Alben. Naxos 2010
- John Field: Piano Concertos Nos. 2 & 3. Scottish Chamber Orchestra, Leitung Charles Mackerras
- John Field: Concertos for Piano and Orchestra Nos. 6 & 7. New Irish Chamber Orchestra, Leitung János Fürst. Telarc 1982
- Wolfgang Amadeus Mozart: Piano Concertos [1991–1993]. 4 Volumes. Scottish Chamber Orchestra, Leitung Charles Mackerras. Telarc
- Franz Schubert: Moments Musicaux – Sonata in A Major. Telarc Digital 1995
- Franz Schubert: Impromptus op. 90, op. 142; Waltzes op. 18. Telarc 1993
- Franz Schubert. Four impromptus op. 90, D899; Four impromptus op. 142, D935; Twelve waltzes op. 18, D145. Telarc 1993
- Irish Classics. Irish Chamber Orchestra, Leitung Mitch Farber. Perfect Sound Studio 2010